# Festival Black Box
Le festival Black Box est un festival international de théâtre et de danse contemporaine qui se tient tous les ans depuis 2007 à Plovdiv, en Bulgarie. Il dure une semaine et a lieu fin mai - début juin.

## Les éditions du festival
2015 - 9e édition
- Ouverture : Comment j'ai réussi à ne pas aplatir mon mari, chorégraphie de Anne Lopez, Les Gens du Quai, Montpellier, France
- Terre et Histoires en noir et blanc, de Andrea Hackl, Autriche
- OOups, de Jordi L. Vidal, Belgique
- World Wide Violin, de Frédéric Tari, France
- Les Oiseaux ne dorment jamais, PTAH théâtre, Hongrie
- Pourquoi j'ai tué ma mère, de Dor Zweigenbom, Israël
- Programme de danse contemporaine :
  - Ivonice, Untitled & The secret of life is to fall seven times & get up eight, pièces de Andrea Dawn Shelley et Spencer Gavin Hering, iMEE Dance Company, États-Unis
  - The Perfect World, solo de Bartech Woszczynski, Pologne
  - Morgan & Freeman, de Ferenc Fehér, Hongrie
  - Slipstream, de Mihaela Griveva, Bulgarie / Irlande
- Programme « Plovdiv in Focus » :
  - So Close, Duende Dance Studio, Bulgarie
  - Apathie, de Denitsa Gerginkova, Pantarey Studio, Bulgarie
  - Solitude, de Boryana Tеngulova, Bulgarie
  - Escurial, théâtre Hand, Bulgarie
- Naveneva, compagnie Naturalis Labor, Italie
- Clôture : Other Side, de Dejan Dukovski, chorégraphie et mise en scène de Fenia Apostolou, théâtre de danse Lydia Lithos, Grèce

2014 - 8e édition
- Ouverture : Bob’Art, d'Étienne Béchard , Compagnie Opinion public, Belgique
- The Woman Who Didn’t Want to Come Down to Earth – une trilogie de Gabrielle Neuhaus, Israel
- Brecht, de Toma Markov, Bulgarie
- Programme de danse contemporaine :
  - Alma, duo de Rachel Erdos
  - Prism, solo de Andrea Hackl, Pays-Bas
  - Exit, solo de Olga Kosterina, Russie
  - provenant du festival « euro-scene » à Leipzig :
    - Bim bam bum, interprété par Justyna Kalbarczyk, chorégraphie de Bridie Gane
    - Dark Quark, de Irina Demina, Hambourg, Allemagne
- Immured, de Veselka Kuncheva, Contrast Films LTD et théâtre national de marionnettes de Plovdiv, Bulgarie
- PASS/AGES, de Elena R. Marino, Teatrincorso, Italie
- Monologue pour deux, Duende Dance Studio, Bulgarie
- Weathered/Layers, Erica Essner Performance Co-Op, New York, États-Unis
- Clôture : Duel, chorégraphie de Anne Lopez, Les Gens du Quai, Montpellier, France

2013 - 7e édition
- Ouverture : Two of Us, écrit et interprété par Ana Pepine et Paul Cimpoieru, Passe-Partout D.P. Theatre Company, Roumanie
- Programme « danse contemporaine et performance » :
  - Mi arma, solo de Laila Tafur, Espagne
  - Adi el-Rabi, duo de Orly Portal et Shlomit Yossef, Israël
  - Plant B, de Ilona Roth, interprété par Anna Majder et Marina Mazaraki, Transitheart Productions, Allemagne
  - Play.Back.Again.Then., de Ji-Eun Lee, Royaume-Uni/Corée
  - Souvenir, solo de Julia Danzinger, Autriche
  - About Me and a Bit about You, solo de Liwia Bargieł, Pologne
  - Second Hand Landscapes, de Cristina Goletti et Nick Bryson, Legitimate Bodies Dance Company, Irlande
  - Zona de arribo, solo de Nidia Barbieri, Argentine / Italie
  - Svarta Rosor, individuo de Mieke Segers et Yentl de Werdt, Sacred Places, Belgique
- Programme « Plovdiv in Focus » :
  - Ego, de Ivo Ignatov-Kenny, théâtre Hand, Bulgarie
  - Glass, de Elena Aleksieva, mise en scène de Kalin Angelov, interprété par Ivana Papazova
  - The Road/Trail, Duende Dance Studio, Bulgarie
- Clôture : Les Filles de Gagarine, Mobil Teatr Lab, Hongrie

2012 - 6e édition
- Ouverture : Dilemme, de Olga Kosterina, Moscou, Russie
- Vert sauvage, de Dimitar Atanasov, mise en scène de Nikolaï Georgiev, théâtre-laboratoire Alma Alter, Bulgarie
- Prophétie, à partir de textes de Peter Handke et Vesselin Dimov, mise en scène de Vesselin Dimov, théâtre MOMO, Sofia, Bulgarie
- Penthésilée (pathologie), performance vidéo de Evy Schubert, Berlin, Germany
- Mou(ve)ment, de Tali Farchi, peinture, et Benno Hübner, danse, Israel/Holland Art Collective
- Misère, d'Iván Rojas, Atomic Theatre Company, Espagne - Chili
- Programme de danse contemporaine « le corps et le rythme »
  - Calypso, de Noa Shadur, Tel Aviv, Israel
  - Juanita Hildegard Bo, solo de Galina Borissova, Sofia, Bulgarie
  - Tessiture, solo de Lucille Teppa, Londres, Royaume-Uni
  - Oiseau bleu, solo de Rosa Mei, 13 Dance Troupe, Belgium
  - Nothing for Body, solo de Howool Baek, Allemagne - Corée du sud

2011 - 5e édition
- Ouverture : Odysseus Chaoticus, de Masha Nemirovsky, théâtre Ish, Israel
- Tache de naissance, de Mimoza Bazova, théâtre-laboratoire Sfumato, Bulgarie
- La Femme que j'aurais pu être, écrit et interprété par Inbal Lori, mise en scène de Shmulik Levi, Israel
- The Heart Made a Mess, de Juan Luis Mira, compagnie Diáfano, Espagne
- Nevena et la Nuit, de Georgui Toshev, Bulgarie
- Le Convive de pierre, d'Alexandre Pouchkine, mise en scène d'Olesya Nevmerzhitskaya, théâtre Ostrovski, Moscou, Russie

2010 - 4e édition
- Ouverture : Bleeding, de Yaron Kerbel, mise en scène de l'auteur, théâtre de chambre, Israel
- L'Impossible toi, l'Impossible moi, de Milosz Ziapkow, mise en scène de Nikolaï Georgiev, théâtre-laboratoire @lma @lter, Bulgarie
- Œdipe, célébration de l'aveuglement, de Ruslan Kudasov, coproduction des théâtres de marionnettes de Plovdiv, Stara Zagora et Burgas, Bulgarie
- Le Manteau, de Nicolas Gogol, mise en scène de Ivan Kovachev, compagnie Zig Zag, Bulgarie
- Scènes de la vie de famille, d'après Anton Tchekhov , mise en scène de Olga Vassilieva, théâtre Ostrovski, Moscou, Russie
- La Malette, de Federico Nieto – El’ Gazi, mise en scène de Margarita Amarantidi, groupe international de théâtre βλακlist, Grèce - Colombie
- La Fille aux neuf perruques, d'après Sophie van der Stap, mise en scène de Mina Salehpour, Schauspiel Frankfurt, Allemagne

2009 - 3e éditionle mime bulgare Velyo Goranov était l'invité d'honneur du festival
- Les Mots du silence, de Laurent Decol, France
- La Ligne, de Tarick Markovich, Bosnie-Herzégovine
- Mira Mirrors, de Nilson Muniz, Brésil
- Le Sourire, de Mania Papadimitriou, Grèce
- Pèlerin, de Elian Valaji, Israel
- Laurent Decol anima un atelier autour des techniques de Marcel Marceau et d'Étienne Decroux

2008 - 2e édition
- Lazaritsa, de Yordan Raditchkov, mise en scène de Krikor Azaryan (en), théâtre des larmes et des rires, Bulgarie
- Je ne suis pas Dreyfus, de Yehoshua Sobol, mise en scène de l'auteur, théâtre de chambre, Tel Aviv, Israel
- Le Congrès de futurologie, de Stanislas Lem, mise en scène de Marcel Luxinger, Schauspiel Frankfurt, Allemagne
- Le Journal d'un fou, de Nicolas Gogol, mise en scène de Takis Zamaryas, théâtre d'art Onstage, Athènes, Grèce
- La Confession d'un voyou, de Sergueï Essénine, mise en scène de Valeri Taganski, théâtre Taganka, Moscou, Russie
- Monsieur Ibrahim et les Fleurs du Coran, d'Éric-Emmanuel Schmitt, mise en scène de Snezhina Tankovska, théâtre national Ivan Vazov, Sofia, Bulgarie

2007 - 1re éditionle directeur artistique du festival est le metteur en scène bulgare Krikor Azaryan (en)
- Oscar et la Dame rose, d'Éric-Emmanuel Schmitt, mise en scène de Yordan Slaveykov, théâtre Vratza, Bulgarie
- Rien de plus beau, d'Oliver Bukovski, mise en scène de Mladen Alexiev, théâtre Nikolaï Binev, Sofia, Bulgarie
- Martin, Dancho et leur mère, de Kamen Donev (en), mise en scène de l'auteur, théâtre national Ivan Vazov, Sofia, Bulgarie
- À propos d'amour, à propos de meurtre, de Fiona Sprott, mise en scène de Stilyan Petrov, théâtre national Ivan Vazov, Sofia, Bulgarie
- Obsessed, de Koraksia Kortez, mise en scène de Marcel Luxinger, Schauspiel Frankfurt, Allemagne